# Luquan (Kunming)
Luquan (en chino, 禄劝; pinyin, Lùquàn, léase Lu-Chuán) es un condado autónomo bajo la administración directa de la ciudad-prefectura de Kunming. Se ubica al este de la provincia de Yunnan, sur de la República Popular China. Su área es de 4234 km² y su población total para 2020 superó los 370 mil habitantes.

## Toponimia
En la antigüedad esta región era conocida como  "Hongnongluguan" (洪农碌券) acortado a Luguan (碌券) y significa "tierra de gente común bajo el gobierno de la tribu Luowu". En 1289, el primer gobernador provincial de Yunnan , designado por la dinastía Yuan, Sandianchi (赛典赤) cambió el nombre de Luguan (碌券) a Luquan (禄劝) y así eliminar el nombre tribal.
Hay otras dos teorías: una es que "Luquan" es la transliteración de "Luo Haozhi" en idioma Yi, y significa "lugar con rocas grandes". Otro dicho es que Luquan estaba bajo un grupo minoritario en la antigüedad, y más tarde, fueron persuadidos para unirse al gobierno por un salario oficial, Lu (禄 salario de los oficiales en la china feudal) y Quan (劝 persuadir).
Como las otras regiones autónomas, se caracteriza por estar asociada a un grupo étnico minoritario, en este caso, los Yi y los Miao. La región recibió la condición de "autónomo" cuando se estableció el "condado autónomo yi y miao de Luquan" el 25 de noviembre de 1985.

## Administración
El condado autónomo de Luquan se divide en 16 pueblos que se administran en 3 poblados y 13 villas.